# 栃乃洋泰一
栃乃洋 泰一（とちのなだ たいいち、1974年2月26日 - ）は、石川県七尾市出身で春日野部屋に所属した元大相撲力士。本名は後藤 泰一（ごとう たいいち）、愛称はタイチ。現役時代は身長187cm、体重165kg、血液型はO型。趣味は「読書」。得意手は左四つ、寄り、下手投げ、掬い投げ、突き落とし。最高位は東関脇（2001年5月場所）。現在は年寄・竹縄。

## 来歴
漁師の長男で、小学生の頃から相撲を始める。七尾商業高校（現・七尾東雲高校）を経て、拓殖大学3年生の時には全国学生相撲選手権大会で優勝して学生横綱に輝いた。拓殖大学相撲部監督の兄であり、中学校・高校・大学を通しての先輩である千賀ノ浦親方（元関脇・舛田山）を頼る形で春日野部屋へ入門し、1996年1月場所にて幕下付出で初土俵を踏んだ。出島武春とは小さい頃からのライバル。
1996年11月場所に新十両へ昇進し、その場所で13勝2敗の成績を挙げて初の十両優勝を果たした。1997年5月場所に新入幕を果たすと、翌7月場所・続く9月場所と2場所連続して敢闘賞を受賞する活躍を見せた。そして初土俵から11場所連続となる勝ち越しで同年11月場所には東小結へ昇進した。
1999年5月場所、魁皇の小手投げで左肘を骨折する大怪我を負い翌日から休場する。それでも頼っていた左の代わりに右を使う事が功を奏し、その後も長らく幕内上位に定着して活躍し、2004年くらいまで上位キラーとして名を馳せた。2001年3月場所には東関脇へと昇進、その場所で初めて不戦勝以外で貴乃花に勝ち8勝7敗と勝ち越して初の殊勲賞を獲得した。
2004年9月に千賀ノ浦親方が春日野部屋から分家独立するに際しては共に移籍する話もあったものの、本人の意志により春日野部屋に留まった。同年12月27日に年寄名跡・竹縄を取得した。
2005年7月場所に右大腿屈筋腱損傷により途中休場し、東前頭17枚目の位置まで降下する。翌9月場所では7勝8敗と負け越し、翌11月場所では西前頭17枚目の位置に留まったものの7勝8敗と負け越し、翌2006年1月場所では十両へと陥落した。これにより自身の連続幕内在位記録が52場所で途切れたが、翌3月場所では東十両筆頭の位置で13勝2敗の成績を挙げて2回目の十両優勝を果たし、翌3月場所において幕内へ復帰した。
左四つからの速攻と強力な下手投げを武器とした活躍で、現役時には計12個もの金星を挙げている。1998年は5月場所から9月場所まで3場所連続金星獲得、2000年1月場所で曙に勝ち金星、2001年の3月場所で貴乃花に寄り切りで勝ち、2003年の11月場所で武蔵丸と朝青龍に寄り切りで勝ちダブル金星、2004年の9月場所で朝青龍に突き落としで勝ち金星さらに初の優勝争いに加わる、2008年7月場所、朝青龍に勝ち4年ぶり高見山に並ぶ史上2位タイ記録となる12個目の金星。
現役後期は主に幕内中位から下位にかけて在位することが多くなり、十両への陥落することもあるものの、それでも十両では自身の地力の違いを示していた。2011年7月場所途中に魁皇が現役を引退し、関取における最年長力士となった。東十両8枚目の位置で迎えた2012年1月場所に3勝12敗と大敗して幕下への陥落が濃厚となり、同場所の千秋楽に引退を表明、年寄・竹縄を襲名した。現在は春日野部屋の部屋付きの親方として後進の指導に当たっている。
2022年2月4日、協会は竹縄が新型コロナウイルスに感染したと発表。
甥（姉の息子）の池田俊は大学4年次に2023年12月に行われた第72回全日本相撲選手権大会でアマチュア横綱に輝いている。因みに金沢学院大学からのアマチュア横綱は史上初。

## エピソード
- 本名の読みは「ごとう たいいち」だが、日本相撲協会の記録には「ごとう たいち」と誤って登録されていたことがある。
- 栃乃洋という四股名の読みは非常に発声しにくいらしく、アナウンサーにとっても「とちのなだぜき」と澱みなく読むのは原稿より難しいとされている。2004年2月18日に放送されたフジテレビ「トリビアの泉」内のコーナー「トリビアの種」において、「ニュースアナウンサーが一番言い辛い言葉は○○」というテーマが視聴者から投稿された際には同局系列27局のアナウンサー336人を対象とした調査の結果「栃乃洋」が第7位（18人）にランクインした[5]。
- 入門当初は喫煙者だったが、大の嫌煙家で知られる貴闘力忠茂・安芸乃島勝巳に見つかって拳骨を食らったため、これをきっかけに禁煙を敢行したという。
- 大阪場所（3月場所）に縁起が良く、初土俵を踏んだ1996年から2006年まで11年連続で勝ち越した。2007年に一度負け越したものの、2008年以降は再び勝ち越しを続けた。
- 魁皇博之との対戦成績は通算12勝25敗だが、2003年は大阪場所（3月場所）から九州場所（11月場所）まで5連勝した。逆に出島武春とは2001年7月場所までに14回対戦し、不戦勝以外では未勝利だった。2001年9月場所の対戦でようやく初勝利を挙げた。出島が1勝10敗と苦手にしている露鵬には7勝1敗と勝ち越している。栃東には4勝21敗と大きく負け越しているが、栃東が4勝8敗、魁皇が14勝15敗と負け越している若乃花には5勝4敗と勝ち越している。若乃花の大関時代は1勝4敗だったが、横綱昇進後は4戦全勝で3つの金星を獲得している。
- 栃東が3勝4敗、雅山が5勝6敗と負け越している隆乃若には12勝2敗と勝ち越している。
- 2003年1月場所は初日から4連敗を喫したが、5日目から11連勝した。その後、同年3月場所初日も勝利して場所を跨いで12連勝を記録した。
- 2005年九州場所では西前頭17枚目に在位したが、これは当時の時点で現行の幕内定員の制度で最後の西前頭17枚目だった。その後、2020年（令和2年）1月場所で德勝龍誠が同じ西前頭17枚目に在位し、德勝龍はその場所で幕内最高優勝を果たした。
- 不戦勝は通算10回と史上4位タイの記録を持つ。1999年3月場所の10日目には横綱若乃花勝戦、翌11日目には横綱貴乃花光司戦と、史上初となる2日連続での不戦勝を記録した。
- 2002年2月に結婚式を挙げた。

## 主な成績

### 通算成績
- 通算成績：669勝700敗31休 勝率.489
- 幕内成績：556勝628敗31休 勝率.470
- 現役在位：96場所
- 幕内在位：81場所
- 三役在位：8場所（関脇2場所、小結6場所）
- 不戦勝：10回
  - 不戦勝数は歴代3位（歴代1位は玉鷲の12回）。

### 各段優勝
- 十両優勝：2回（1996年11月場所、2006年1月場所）

### 三賞・金星
- 三賞：6回
  - 殊勲賞：3回（2001年3月場所、2003年11月場所、2004年9月場所）
  - 敢闘賞：2回（1997年7月場所、1997年9月場所）
  - 技能賞：1回（2001年1月場所）
- 金星：12個
  - 曙3個、若乃花3個、武蔵丸3個、朝青龍3個
  - 金星獲得数は高見山と並んで歴代2位タイ（歴代1位は安芸乃島の16個）。
  - 貴乃花と白鵬からの金星獲得はないが、彼らからは通算2勝ずつ（うち貴乃花からの1勝は上述の不戦勝）している。白鵬以後に横綱に昇進した日馬富士、鶴竜、稀勢の里からも数回勝利経験がある。対白鵬戦の勝利は2回とも白鵬が関脇以下の頃のもので、大関昇進後は勝てなかった。

### 場所別成績
| | 一月場所 初場所（東京） | 三月場所 春場所（大阪） | 五月場所 夏場所（東京） | 七月場所 名古屋場所（愛知） | 九月場所 秋場所（東京） | 十一月場所 九州場所（福岡） |
| --- | ----------------------- | ----------------------- | ----------------------- | --------------------------- | ----------------------- | --------------------------- |
| 1996年 （平成8年） | 幕下付出60枚目 6–1      | 西幕下31枚目 6–1        | 東幕下13枚目 4–3        | 西幕下7枚目 6–1             | 西幕下筆頭 4–3          | 西十両13枚目 優勝 13–2      |
| 1997年 （平成9年） | 西十両4枚目 10–5        | 東十両筆頭 9–6          | 東前頭16枚目 9–6        | 東前頭11枚目 10–5 敢        | 東前頭2枚目 9–6 敢      | 東小結 6–9                  |
| 1998年 （平成10年） | 西前頭2枚目 7–8 ★       | 東前頭3枚目 9–6         | 東前頭筆頭 7–8 ★        | 西前頭2枚目 5–10 ★          | 東前頭6枚目 7–8 ★       | 西前頭6枚目 6–9             |
| 1999年 （平成11年） | 東前頭9枚目 8–7         | 西前頭5枚目 9–6         | 東前頭2枚目 3–9–3 ★     | 東前頭8枚目 休場 0–0–15     | 東前頭8枚目 5–10        | 西前頭12枚目 10–5           |
| 2000年 （平成12年） | 東前頭4枚目 6–9 ★       | 東前頭6枚目 9–6         | 東前頭筆頭 5–10         | 東前頭3枚目 7–8             | 西前頭3枚目 4–11        | 西前頭7枚目 10–5            |
| 2001年 （平成13年） | 西小結 9–6 技           | 西関脇 8–7 殊           | 東関脇 4–11             | 東前頭3枚目 6–9             | 西前頭5枚目 8–7 ★       | 西前頭4枚目 7–8             |
| 2002年 （平成14年） | 東前頭6枚目 8–7         | 東前頭3枚目 8–7         | 西小結 7–8              | 東前頭筆頭 7–8 ★            | 西前頭筆頭 4–11         | 東前頭6枚目 6–9             |
| 2003年 （平成15年） | 東前頭10枚目 11–4       | 東前頭2枚目 9–6         | 東前頭筆頭 8–7          | 西小結 7–8                  | 西前頭筆頭 8–7          | 東前頭筆頭 8–7 殊★          |
| 2004年 （平成16年） | 東小結 6–9              | 東前頭3枚目 8–7         | 東前頭筆頭 5–10         | 西前頭6枚目 9–6             | 西前頭3枚目 11–4 殊★    | 西小結 6–9                  |
| 2005年 （平成17年） | 西前頭筆頭 5–10         | 西前頭4枚目 8–7         | 西前頭2枚目 5–10        | 西前頭6枚目 0–2–13          | 東前頭17枚目 7–8        | 西前頭17枚目 7–8            |
| 2006年 （平成18年） | 東十両筆頭 優勝 13–2    | 西前頭12枚目 8–7        | 西前頭9枚目 6–9         | 東前頭12枚目 10–5           | 東前頭5枚目 7–8         | 西前頭5枚目 7–8             |
| 2007年 （平成19年） | 西前頭6枚目 6–9         | 西前頭9枚目 7–8         | 西前頭11枚目 8–7        | 東前頭9枚目 10–5            | 東前頭2枚目 4–11        | 西前頭7枚目 8–7             |
| 2008年 （平成20年） | 西前頭3枚目 5–10        | 西前頭8枚目 8–7         | 東前頭8枚目 9–6         | 西前頭3枚目 7–8 ★           | 西前頭4枚目 6–9         | 西前頭7枚目 5–10            |
| 2009年 （平成21年） | 西前頭10枚目 8–7        | 東前頭8枚目 8–7         | 東前頭5枚目 5–10        | 西前頭9枚目 6–9             | 西前頭12枚目 4–11       | 東十両2枚目 8–7             |
| 2010年 （平成22年） | 西前頭15枚目 5–10       | 西十両2枚目 10–5        | 東前頭14枚目 3–12       | 東十両6枚目 9–6             | 東前頭14枚目 8–7        | 西前頭13枚目 6–9            |
| 2011年 （平成23年） | 西前頭16枚目 9–6        | 八百長問題 により中止   | 西前頭14枚目 6–9        | 西前頭14枚目 6–9            | 東十両筆頭 4–11         | 東十両9枚目 8–7             |
| 2012年 （平成24年） | 東十両8枚目 引退 3–12–0 | x                       | x                       | x                           | x                       | x                           |
| 各欄の数字は、「勝ち-負け-休場」を示す。 優勝 引退 休場 十両 幕下 三賞：敢=敢闘賞、殊=殊勲賞、技=技能賞 その他：★=金星 番付階級：幕内 - 十両 - 幕下 - 三段目 - 序二段 - 序ノ口 幕内序列：横綱 - 大関 - 関脇 - 小結 - 前頭（「#数字」は各位内の序列） |                         |                         |                         |                             |                         |                             |

### 幕内対戦成績
| 力士名   | 勝数  | 負数 | 力士名   | 勝数  | 負数  | 力士名   | 勝数  | 負数 | 力士名   | 勝数 | 負数  |
| -------- | ----- | ---- | -------- | ----- | ----- | -------- | ----- | ---- | -------- | ---- | ----- |
| 蒼樹山   | 6     | 0    | 安芸乃島 | 7     | 5     | 曙       | 3     | 7    | 朝青龍   | 6    | 17    |
| 朝赤龍   | 5     | 13   | 朝乃翔   | 2     | 1     | 朝乃若   | 1     | 4    | 旭豊     | 1    | 3     |
| 安美錦   | 7     | 8    | 阿覧     | 3     | 3     | 岩木山   | 8     | 7    | 潮丸     | 2    | 2     |
| 皇司     | 5     | 1    | 大日ノ出 | 1     | 1     | 小城錦   | 4(1)  | 4    | 隠岐の海 | 0    | 4     |
| 魁皇     | 12(1) | 25   | 魁聖     | 0     | 1     | 海鵬     | 8     | 5    | 臥牙丸   | 1    | 2     |
| 垣添     | 9     | 4    | 鶴竜     | 2     | 5     | 春日王   | 6     | 7    | 片山     | 1    | 0     |
| 巌雄     | 7     | 1    | 稀勢の里 | 2     | 6     | 北勝鬨   | 1     | 1    | 北桜     | 4    | 0     |
| 北太樹   | 1     | 4    | 旭鷲山   | 10    | 9     | 旭天鵬   | 9     | 11   | 旭南海   | 0    | 1     |
| 金開山   | 3     | 1    | 豪栄道   | 3     | 3     | 光法     | 1     | 0    | 光龍     | 4    | 2     |
| 五城楼   | 4     | 3    | 黒海     | 6     | 10    | 琴欧洲   | 2     | 4    | 琴春日   | 2    | 2     |
| 琴奨菊   | 2     | 4    | 琴錦     | 3     | 4     | 琴ノ若   | 12    | 10   | 琴光喜   | 7    | 17    |
| 琴龍     | 10    | 3    | 小錦     | 0     | 2     | 磋牙司   | 1     | 0    | 里山     | 2    | 0     |
| 敷島     | 5     | 2    | 霜鳳     | 6     | 8     | 十文字   | 6     | 2    | 駿傑     | 1    | 1     |
| 翔天狼   | 3     | 4    | 蒼国来   | 2     | 1     | 大至     | 1     | 0    | 大善     | 2    | 1     |
| 大道     | 1     | 0    | 大真鶴   | 1     | 0     | 貴闘力   | 11    | 3    | 隆の鶴   | 1    | 0     |
| 貴ノ浪   | 11    | 12   | 貴乃花   | 2(1)  | 12    | 隆乃若   | 13(1) | 2    | 高見盛   | 10   | 18    |
| 髙安     | 0     | 1    | 宝富士   | 0     | 1     | 豪風     | 9     | 5    | 玉飛鳥   | 2    | 1     |
| 玉春日   | 12    | 8    | 玉乃島   | 13    | 11    | 玉鷲     | 2     | 2    | 千代大海 | 9    | 20    |
| 千代天山 | 6     | 4    | 千代白鵬 | 1     | 0     | 出島     | 16(2) | 24   | 寺尾     | 2    | 2     |
| 闘牙     | 14    | 4    | 時津海   | 10(1) | 10    | 時天空   | 7     | 10   | 土佐ノ海 | 14   | 18(1) |
| 土佐豊   | 2     | 5    | 栃東     | 4     | 21    | 豊桜     | 6     | 1    | 豊ノ島   | 4    | 4     |
| 豊響     | 6     | 4    | 白馬     | 1     | 0     | 白鵬     | 2     | 7    | 白露山   | 2    | 3     |
| 濵錦     | 0     | 1    | 濱ノ嶋   | 8     | 0     | 追風海   | 4     | 0    | 把瑠都   | 1    | 3     |
| 春ノ山   | 1     | 0    | 日馬富士 | 1     | 3     | 肥後ノ海 | 3     | 5    | 富士東   | 0    | 1     |
| 武州山   | 1     | 4    | 普天王   | 2     | 11    | 武雄山   | 9     | 1    | 寶智山   | 1    | 0     |
| 豊真将   | 5     | 3    | 北勝力   | 8     | 10(1) | 舞の海   | 2     | 0    | 将司     | 2    | 1     |
| 水戸泉   | 2     | 1    | 湊富士   | 6     | 2     | 雅山     | 12(1) | 24   | 武蔵丸   | 4    | 17    |
| 武双山   | 10(1) | 20   | 猛虎浪   | 2     | 2     | 大和     | 1     | 1    | 山本山   | 0    | 2     |
| 嘉風     | 7     | 5    | 力櫻     | 1     | 1     | 龍皇     | 1     | 0    | 露鵬     | 7    | 1     |
| 若麒麟   | 1     | 2    | 若荒雄   | 2     | 2     | 若兎馬   | 1     | 1    | 若の里   | 15   | 18    |
| 若ノ城   | 2     | 0    | 若乃花   | 5(1)  | 4     | 若ノ鵬   | 0     | 3    | 和歌乃山 | 5    | 4     |

（カッコ内は勝数、負数の中に占める不戦勝、不戦敗の数）

## 改名歴

### 四股名
- 後藤 泰一（ごとう たいいち） 1996年1月場所 - 1996年9月場所
- 栃乃洋 泰一（とちのなだ -） 1996年11月場所 - 2012年1月場所

### 年寄名
- 竹縄 泰一（たけなわ たいいち） 2012年1月22日 -